# خز

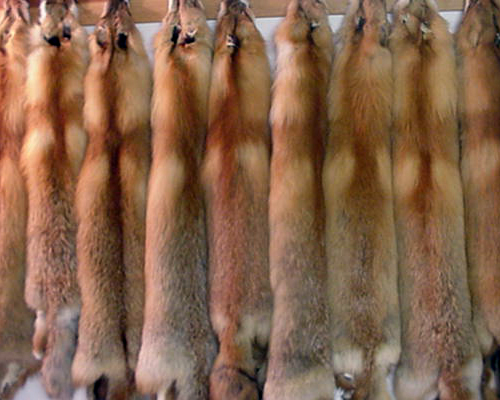
خز روباه‌های قرمز

خَز به پوست مودار تعدادی از پستانداران گفته می‌شود که اغلب فرآوری و رفو می‌شود تا به عنوان پوستین در لباس‌ها به کار رود.

## استفاده در پوشاک
در صنعت پوشاک، خز چرمی است که مویش به خاطر ویژگی عایق بودن آن نگه داشته شده است. خز از دیرباز به عنوان منبعی برای تهیهٔ لباس از سوی انسان‌ها استفاده می‌شود.
جانورانی که به گونه‌ای معمول برای تهیهٔ خز کشته می‌شود: روباه، خرگوش، سگ آبی، قاقم، سمور آبی، سمور، خوک دریایی، گربه، سگ، کایوت و چینچیلا. عموماً روش‌هایی که برای فراهم نمودن این خز استفاده می‌شود، خشن بوده و مورد انتقاد حامیان محیط زیست است.

## کشورهای تولیدکننده خز
بزرگ‌ترین صادر کنندگان خز دنیا، چین، روسیه، کانادا و اروپا هستند. در اتحادیه اروپا، ۶۰۰۰ پرورشگاه خز وجود دارد. اتحادیهٔ اروپا تولید کنندهٔ ۶۳ درصد پوست راسو و ۷۰ درصد پوست روباه دنیاست. دانمارک، بزرگ‌ترین تولید کنندهٔ اروپایی است و ۲۸ درصد پوست راسوی دنیا را تولید می‌کند. مهم‌ترین تولیدکنندگان بعدی، چین، هلند، ایالات بالتیک و آمریکا هستند. فنلاند بزرگ‌ترین تولید کنندهٔ پوست روباه برای آمریکاست. پرورش حیوانات برای خز در کشورهای اتریش، کرواسی، انگلیس و سویس ممنوع است. در بعضی از کشورهای دیگر مانند آمریکا و اتحادیهٔ اروپا، تولید و فروش پوست برخی از جانوران مانند سگ و گربه ممنوع است.

## صنعت خز
در سال‌های ۱۹۸۰ و ۱۹۹۰، در نتیجهٔ تلاش‌های سازمان‌های حقوق حیوانات و خارج شدن خز از مد، صنعت خز دچار رکود شده بود و پوشیدن پالتوها و لباس‌های خز در بسیاری از کشورهای دنیا کم‌رنگ شده بود و لااقل در بسیاری از کشورهای پیشرفته با نگاهی منفی به این لباس‌ها نگاه می‌شد. ولی بعد از سال ۲۰۰۰ صنعت خز توانست با ترفندهای مختلف دوباره بازار و سالن‌های مد را تسخیر کند. مهم‌ترین استراتژی صنعت خز، تولید خزهای کوچک برای یقه‌ها، پشم روی کلاه‌ها و کیف‌ها و کفش‌ها و … به جای تولید پالتوها یا کت‌های تمام خز چند هزار دلاری بود. صنعت خز با این ترفند ساده توانست خز را به محصولی ارزان قیمت تبدیل کند که هر کسی می‌تواند آن را بخرد. با افزایش تقاضا برای محصولات خز در دنیا، تولید خز در کشورهایی مانند چین، روسیه و لهستان به شدت افزایش پیدا کرده است و این تولید انبوه هم به خودی خود باعث وفور خز در دنیا و کاهش دوبارهٔ قیمت آن شده است.